# Гаскосей
Гаскосей (англ. Hascosay) — невеликий незаселений острів на півночі Шотландії, належить до Шетландського архіпелагу. 

## Географія
Гаскосей розташований між островами Фетлар та Єлл. Острів є голою горбистою рівниною, береги порізані невеликими затоками.

## Клімат
На острові помірний морський субарктичний клімат.

## Флора та фауна
На острові є болота зі стоячою водою, у яких проживає популяція видр. Острів є природоохоронною територією.

## Населення
У 1841 році населення острова налічувало 42 особи, протягом наступних десяти років скоротилося до 13 осіб. У 1871 році населення острова налічувало 4 особи. 
З 1881 року острів є безлюдним. 